# Nachrichtendienste des Bundes
Die Nachrichtendienste des Bundes sind in Deutschland:
- der Bundesnachrichtendienst (BND, Auslandsnachrichtendienst)
- das Bundesamt für Verfassungsschutz (BfV, ziviler Inlandsnachrichtendienst; zuständig für die Spionageabwehr und den Verfassungsschutz) und
- der Militärische Abschirmdienst (MAD, zuständig für die Spionageabwehr und den Verfassungsschutz im Geschäftsbereich des BMVg).

Zusätzlich gibt es in jedem der 16 Bundesländer eine Landesbehörde für Verfassungsschutz, sodass es in Deutschland 19 offizielle Nachrichtendienste gibt. Andere öffentliche Stellen des Bundes haben teilweise ähnliche Aufgaben und Befugnisse wie die Nachrichtendienste des Bundes, ohne offiziell als Nachrichtendienste zu gelten oder ihrer spezifischen Kontrolle zu unterliegen. Dazu zählen das Bundeskriminalamt (BKA), das Zollkriminalamt (ZKA), das Bundesamt für Sicherheit in der Informationstechnik (BSI), das Zentrum für Informations- und Kommunikationstechnik (IKTZ) der Bundespolizei und das Kommando Aufklärung und Wirkung als Teil des Militärischen Nachrichtenwesens (MilNW) der Bundeswehr.

## Rechtsgrundlage
Auf verfassungsrechtlicher Ebene ist die Rechtsgrundlage für das BfV in Art. 73 Abs. 1 Nummer 10 Buchstaben a) und b) sowie Art. 87 Abs. 1 Satz 2 Grundgesetz (GG) geregelt. Demnach hat der Bund die ausschließliche Gesetzgebung über die Zusammenarbeit des Bundes und der Länder zum Schutze der freiheitlichen demokratischen Grundordnung, des Bestandes und der Sicherheit des Bundes oder eines Landes (Verfassungsschutz) und zum Schutze gegen Bestrebungen im Bundesgebiet, die durch Anwendung von Gewalt oder darauf gerichtete Vorbereitungshandlungen auswärtige Belange der Bundesrepublik Deutschland gefährden. Er kann durch Bundesgesetz eine Zentralstelle zur Sammlung von Unterlagen für Zwecke des Verfassungsschutzes und des Schutzes gegen Bestrebungen im Bundesgebiet, die durch Anwendung von Gewalt oder darauf gerichtete Vorbereitungshandlungen auswärtige Belange der Bundesrepublik Deutschland gefährden, einrichten. Für den BND und den MAD leitet sich die Gesetzgebungs- und Behördenerrichtungskompetenz aus Art. 73 Abs. 1 und Art. 87 Abs. 3 GG ab, wonach der Bund die ausschließliche Gesetzgebung über die auswärtigen Angelegenheiten sowie die Verteidigung hat und für Angelegenheiten, für die dem Bunde die Gesetzgebung zusteht, selbständige Bundesoberbehörden errichtet werden können.
Einfachgesetzliche Grundlagen für die Nachrichtendienste des Bundes sind das BND-Gesetz, das Bundesverfassungsschutzgesetz (BVerfSchG) und das MAD-Gesetz. Die gesetzliche Regelung ihrer Befugnisse war nötig geworden, nachdem das Bundesverfassungsgericht im Volkszählungsurteil Ende 1983 das Grundrecht auf informationelle Selbstbestimmung etabliert hatte. Die Nachrichtendienste des Bundes unterliegen dem Trennungsgebot zwischen Polizei und Nachrichtendiensten. Der Erkenntnisaustausch zwischen ihnen und anderen Behörden ist in den  bis 26 BVerfSchG geregelt. BND- und MAD-Gesetz verweisen auf das BVerfSchG.

## Beauftragter für die Nachrichtendienste des Bundes
Der Beauftragte für die Nachrichtendienste des Bundes ist seit 1975 der jeweilige Chef des Bundeskanzleramtes (Chef BK) oder ein dafür ernannter Staatssekretär im Bundeskanzleramt. Seit Mai 2025 übt Thorsten Frei als Chef des Bundeskanzleramtes diese Funktion aus.

### Funktion und Aufgaben
Der Bundesbeauftragte koordiniert und intensiviert die Zusammenarbeit der drei Nachrichtendienste des Bundes untereinander und ihre ressortübergreifende Zusammenarbeit mit anderen Behörden und Dienststellen. Er wirkt bei der parlamentarischen Behandlung der Haushaltsangelegenheiten der drei Dienste mit, unterstützt die Koordinierung und Vorbereitung von Sitzungen des Parlamentarischen Kontrollgremiums und steht dem Staatssekretärsausschuss für das geheime Nachrichtenwesen und Sicherheit vor.
Zur Erfüllung seiner Aufgaben ist dem Beauftragten für die Nachrichtendienste des Bundes eine Abteilung im Bundeskanzleramt (derzeit: Abteilung 7, davor Abteilung 6) unterstellt. Sie ist neben der Koordination der Nachrichtendienste des Bundes auch für den dem Bundeskanzleramt nachgeordneten Bundesnachrichtendienst zuständig. Ab Ende 2021 wurde die Funktion wieder vom Chef des Bundeskanzleramtes übernommen, nachdem bis dahin ein Staatssekretär dieses Amt bekleidet hatte. Ein Teil der Aufgaben wurde Ende dem Abteilungsleiter 7, also dem Koordinator der Nachrichtendienste des Bundes, übertragen.
Der Beauftragte für die Nachrichtendienste des Bundes hat ressortübergreifende Aufgaben, ohne die Ressortverantwortung der Bundesministerien nach Art. 65 Absatz 2 Grundgesetzes (GG) zu berühren. Die Zusammenarbeit von BfV mit den Landesbehörden für Verfassungsschutz gehört nicht zu seinen Aufgaben.
Der Beauftragte für die Nachrichtendienste des Bundes hat das Recht, von den Ressorts und von den Nachrichtendiensten des Bundes Auskünfte über nachrichtendienstliche Verdachtsfälle und andere besondere Vorkommnisse sowie die Arbeitsmethodik, das Informations- und Karteiwesen, die Organisation, die Haushaltsplanung und Personalstrukturplanung zu verlangen. Er kann des Weiteren für den Bereich der Zusammenarbeit der Dienste Maßnahmen vorschlagen und ist an Gesetzesvorhaben sowie an der Ausarbeitung von Vorschriften beteiligt, die einen oder mehrere der Nachrichtendienste des Bundes oder ihre Zusammenarbeit mit anderen Stellen betreffen. Außerdem kann er jederzeit unmittelbare Besprechungen mit den Leitern der Dienste und deren Vertretern führen.
Das Bundesministerium des Innern und für Heimat (BMI) und das Bundesministerium der Verteidigung (BMVg) unterrichten den Beauftragten für die Nachrichtendienste des Bundes über nachrichtendienstliche Verdachtsfälle und andere besondere Vorkommnisse aus dem Bereich des BfV bzw. des MAD, die bei ihrem Bekanntwerden das politische oder öffentliche Interesse finden könnten und deshalb für den Bundeskanzler von Bedeutung sein können.

### Geschichte dieser Funktion
Nach Gründung der drei Nachrichtendienste des Bundes bedurfte es eines zentralen Koordinierungspostens, der direkt dem Bundeskanzler bzw. dem Bundeskanzleramt untersteht. Von 1949 bis 1964 wurde diese Arbeit vom Bundesverteidigungsrat übernommen und ab 1964 bis 1969 vom Bundesministerium für die Angelegenheiten des Bundesverteidigungsrates (Bundesminister: Heinrich Krone). Damit wurde die Koordination der Nachrichtendienste des Bundes zum ersten Mal in der Geschichte der Bundesrepublik an einer Stelle zusammengefasst. Nachdem das Krone-Ministerium 1969 aufgelöst worden war, wurde der neu gegründete Bundessicherheitsrat mit der Aufgabe der Koordination betraut. Faktisch übernahm diese Aufgabe allerdings der Chef des Bundeskanzleramts.
Mit Organisationserlass vom 29. Januar 1975 des Bundeskanzlers Helmut Schmidt wurde die Funktion des „Beauftragten für die Nachrichtendienste“ geschaffen. Zu diesem wurde der Chef des Bundeskanzleramtes bestellt. Dieser konnte entweder Bundesminister für besondere Aufgaben (BMin) oder Staatssekretär (StS) sein. Er wurde umgangssprachlich auch „Koordinator“ genannt. Später ging diese Bezeichnung auf den Leiter der Nachrichtendienstabteilung im Bundeskanzleramt über, in der Regel ein Ministerialdirektor (MinDir). Dieser war auch Stellvertreter des Beauftragten für die Nachrichtendienste.
Mit Organisationserlass vom 15. November 1984 (Inkrafttreten) wurde der Staatssekretär beim Bundeskanzler zum Beauftragten für die Nachrichtendienste. Ihm wurde auch der BND „unterstellt“. Mit Organisationserlass vom 3. Mai 1989 (Inkrafttreten) wurde zum Beauftragten für die Nachrichtendienste „ein Staatsminister oder Staatssekretär im Geschäftsbereich des Bundeskanzlers und des Bundeskanzleramtes“ bestellt. Zum Vertreter wurde ein Abteilungsleiter im Bundeskanzleramt erklärt. Die von diesem geleitete Abteilung sollte den Beauftragten für die Nachrichtendienste bei der Erfüllung seiner Aufgaben unterstützten. Der BND wurde wieder dem Chef des Bundeskanzleramtes unterstellt.
Die Staatsminister Waldemar Schreckenberger und Lutz Stavenhagen hatten die Fachaufsicht über den BND, wohingegen die Dienstaufsicht aus dienstrechtlichen Gründen beim beamteten Chef des Bundeskanzleramtes lag. Die Staatsminister waren in einem öffentlich-rechtlichen Amtsverhältnis, aber keine Beamte (öffentlich-rechtliches Dienstverhältnis).

### Liste der Beauftragten für die Nachrichtendienste des Bundes
| Name                     | Amtszeit (Beginn) | Amtszeit (Ende)   | Partei | Bemerkung                                  |
| ------------------------ | ----------------- | ----------------- | ------ | ------------------------------------------ |
| Manfred Schüler          | 29. Januar 1975   | 1. Dezember 1980  | SPD    | StS, ChefBK                                |
| Manfred Lahnstein        | 1. Dezember 1980  | 28. April 1982    | SPD    | StS, ChefBK                                |
| Gerhard Konow            | 29. April 1982    | 4. Oktober 1982   | –      | StS, ChefBK                                |
| Waldemar Schreckenberger | 4. Oktober 1982   | 3. Mai 1989       | CDU    | StS, bis 15. November 1984 zugleich ChefBK |
| Lutz Stavenhagen         | 3. Mai 1989       | 2. Dezember 1991  | CDU    | Staatsminister beim Bundeskanzler          |
| Bernd Schmidbauer        | 18. Dezember 1991 | 1998              | CDU    | Staatsminister beim Bundeskanzler          |
| Frank-Walter Steinmeier  | 1998              | 22. November 2005 | SPD    | StS, Chef BK                               |
| Thomas de Maizière       | 22. November 2005 | 28. Oktober 2009  | CDU    | BMin, Chef BK                              |
| Ronald Pofalla           | 28. Oktober 2009  | 17. Dezember 2013 | CDU    | BMin, Chef BK                              |
| Peter Altmaier           | 17. Dezember 2013 | 2014              | CDU    | BMin, Chef BK                              |
| Klaus-Dieter Fritsche    | 2014              | 2018              | CSU    | StS                                        |
| Johannes Geismann        | 2018              | 2021              | CDU    | StS                                        |
| Wolfgang Schmidt         | 2021              | 2025              | SPD    | BMin, Chef BK                              |
| Thorsten Frei            | 2025              | amtierend         | CDU    | BMin, Chef BK                              |

## Koordinator der Nachrichtendienste des Bundes
Der Leiter der für die Nachrichtendienste des Bundes zuständigen Abteilung 7 (bis 2018 Abteilung 6) im Bundeskanzleramt ist Koordinator der Nachrichtendienste des Bundes. Bis 2021 war er der Vertreter des Beauftragten für die Nachrichtendienste des Bundes und berichtete diesem über die nachrichtendienstliche Lage.

### Liste der Koordinatoren der Nachrichtendienste des Bundes
| Name                  | Amtszeit (Beginn) | Amtszeit (Ende) | Partei | Amtsbezeichnung       |
| --------------------- | ----------------- | --------------- | ------ | --------------------- |
| Franz Schlichter      | 1975              | 1980            |        | Ministerialdirektor   |
| Gerhard Ritzel        | 1981              | 1983            |        | Ministerialdirektor   |
| Hermann Jung          | 1981              | 1992            |        | Ministerialdirektor   |
| Rudolf Dolzer         | 1992              | 1996            |        | Ministerialdirektor   |
| August Hanning        | 1996              | 1998            |        | Ministerialdirektor   |
| Ernst Uhrlau          | 1998              | 2005            | SPD    | Ministerialdirektor   |
| Klaus-Dieter Fritsche | 2005              | 2009            | CSU    | Ministerialdirektor   |
| Günter Heiß           | 2010              | 2018            | CDU    | Ministerialdirektor   |
| Bernhard Kotsch       | 2018              | 2021            |        | Ministerialdirektor   |
| Dagmar Busch          | 2022              | 2025            |        | Ministerialdirektorin |
| Philipp Wolff         | 2025              |                 |        | Ministerialdirektor   |

Hanning war 1998 bis 2005 Präsident des BND, Uhrlau 2005 bis 2011.

## Nachrichtendienst-Abteilung im Bundeskanzleramt
Die Abteilung 7 ist die für den Bundesnachrichtendienst und die Koordinierung der Nachrichtendienste des Bundes zuständige Abteilung im Bundeskanzleramt unter Leitung von Ministerialdirektor Philipp Wolff. Ständiger Vertreter ist Ministerialdirigent Carsten Maas.
Die Abteilung gliedert sich wie folgt:
- - Referat 701 (Ministerialrätin Wittschen – Personal; Organisation; Haushalt Bauwesen)
  - Referat 702 (Ministerialrätin Kölling – Recht der Nachrichtendienste; G10-Angelegenheiten; Unabhängiger Kontrollrat; Datenschutz)
  - Referat 703 (Ministerialrätin Eckart – Grundsatzfragen der Koordinierung, Parlamentarische Kontrolle; Europäische und internationale Zusammenarbeit)
  - Referat 704 (Ministerialrätin Fahrner – Informationsgewinnung, Internationale Kooperationen des BND; Wirtschaftsschutz; Sicherheit)
  - Referat 705 (Regierungsdirektorin Struve – Technische Aufklärung, Informationstechnik; Künstliche Intelligenz; Hybride Bedrohungen; Rechtsfragen)
  - Referat 706 (Ministerialrat Darge – Lageinformation; Auftragsprofil für den BND; ND-Lage; Terrorismus; Extremismus; Organisierte Kriminalität)

Bis zum Ende der Amtszeit von Bundeskanzlerin Angela Merkel war die Abteilung in zwei Gruppen mit je drei bzw. vier Referaten gegliedert. Zum 1. Februar 2024 wurde die Zahl der Referate von sieben auf sechs verringert.

### Geschichte
Ab 1951 war das Referat 5 Anlauf- und Kontaktstelle für die Organisation Gehlen, den Vorläufer des BND. Als der BND am 1. April 1956 errichtet wurde, war das Referat 5 auch für diesen zuständig. Geleitet wurde das Referat 5 von 1955 bis 1964, mit einer Unterbrechung 1958, durch Ministerialrat Günter Bachmann, der bereits ab 1952 Hilfsreferent in dem Referat war.
1964 übernahm Ministerialrat Hans-Georg Walter von Koester die Leitung über das Referat. Es wurde 1965 in Referat I A/5, 1966 in Referat III/1 sowie 1967 in Referat I/2 umbenannt und im Sommer 1969 zur Gruppe I/2 aufgewertet. Das Referat war neben dem BND zuständig für den Staatssekretarsausschuss für Nachrichtendienste und Sicherheit und hatte die Geschäfte der Arbeitsgruppe für das geheime Nachrichtenwesen zu führen. In Angelegenheiten des BND und der gemeinsamen Angelegenheiten der Nachrichtendienste war das Referat I/2 direkt dem Chef des Bundeskanzleramtes unterstellt, im Übrigen der Abteilung I unter Leitung von Horst Osterheld. 1969 übernahm Ministerialdirigent Franz Schlichter die Leitung.
Anfang 1973 wurde die dem Chef des Bundeskanzleramtes direkt unterstellte neue Gruppe 07 unter Schlichters Leitung geschaffen, die vom Referat I/2 die Zuständigkeit für die Angelegenheiten des BND und die gemeinsamen Angelegenheiten der Nachrichtendienste übernahm sowie die Sachgebiete, die diese bearbeitet hatten. 1974 übernahm sie auch die Zuständigkeit für den Verfassungsschutz von dem Referat I/2, welches in die Gruppe 1/3 (später 13) eingegliedert wurde. 1975 baute man die Gruppe 07 deutlich aus, gliederte sie in Referate und ernannte ihren Leiter zum Vertreter des Beauftragten für die Nachrichtendienste des Bundes. Ab diesem Zeitpunkt hatte die Gruppe offiziell die Koordinierungsfunktion für die Nachrichtendienste des Bundes. Zudem übernahm die Gruppe 07 die Zuständigkeit für den Etat des BND. 1976 gliederte sie sich in die Referate 071 bis 076.
1977 wurde die Gruppe 07 in die Abteilung 6 umgewandelt und weiterhin von Franz Schlichter geleitet, der zum Ministerialdirektor ernannt wurde und weiterhin Vertreter des Beauftragten für die Nachrichtendienste des Bundes war. Die Abteilung war für den BND, die Koordinierung der Nachrichtendienste des Bundes und den Geheimschutz zuständig und in die Referate 61 bis 66 gegliedert. 1981 wurde in der Abteilung die Gruppe 61, zuständig für den BND gebildet. Die Referate 61 und 62 wurden zu den Referaten 611 und 612, die übrigen Referate rückten nummerisch auf (63 zu 62 usw.).
1985 wurden der Bereich Geheimschutz aus der Abteilung 6 ausgelagert. Die von den Referaten 62 und 63 abgedeckten Zuständigkeiten der Koordinierung der Nachrichtendienste des Bundes wurden nun, so wie die Angelegenheiten des BND, in einer Gruppe zusammengefasst und wertete damit die Abteilung auf. Die Gruppenleitung war für die Koordinierung der Nachrichtendienste im
Allgemeinen und im Besonderen in Bezug auf Organisations- und Haushaltsangelegenheiten, Verwaltung und Technik verantwortlich und außerdem für G-10-Verfahren zuständig (vorher Referat 63). Referat 621 entsprach mit der Koordinierung der Nachrichtendienste bei der allgemeinen Zusammenarbeit, dem Informationsaustausch, der Geschäftsführung für den Staatssekretärsausschuss für das geheime Nachrichtenwesen und der Zuständigkeit für die Parlamentarische Kontrollkommission dem vorherigen Referat 62.
1994 wurde die Gruppe 62 um das Referat 622 erweitert. Es war zuständig für Internationale Proliferation von Rüstungsgütern, Internationaler Rauschgifthandel, nachrichtendienstlichen Informationsgewinnung und Informationsverwertung.
In der letzten Amtszeit Helmut Kohls wurden in der Abteilung 6 die Gruppen abgeschafft. Die Referatsbezeichnungen blieben jedoch dreistellig. Es bestanden die Referate 601 bis 605. Der bisherige Gruppenleiter 62 wurde Abteilungsleiter, der Gruppenleiter 61 sein Stellvertreter.
Nach dem Amtsantritt Gerhard Schröders wurde die Abteilung 5 (Gesellschaftliche und politische Analysen; kulturelle Angelegenheiten) zwischenzeitlich aufgelöst und die bisherige Abteilung 6 wurde zur neuen Abteilung 5. Bereits Ende 1988 entstand eine neue Abteilung 5 (Politische Analysen und Grundsatzfragen) und die für den BND und die Koordinierung der Nachrichtendienste zuständige Abteilung erhielt wieder die Nummer 6.
Im März 2018 bekam die Abteilung 6 im Zuge des Beginns des Kabinetts Merkel IV die heutige gültige Bezeichnung Abteilung 7. So hatte die Abteilung immer die „letzte“ Nummer der Abteilungen des Bundeskanzleramtes.

## Präsidentenrunde und nachrichtendienstliche Lage
Bereits 1967 fand im Bundeskanzleramt jeden Dienstagmorgen „Große Lage“ statt, an der auch ein Vertreter des BND teilnahm. Unter Willy Brandt trug der Präsident des BND im Bundeskanzleramt wöchentlich vor. Nachdem das Amt des Beauftragten für die Nachrichtendienste des Bundes 1975 geschaffen wurde, traf sich dieser regelmäßig dienstags vormittags unter seinem Vorsitz mit den Präsidenten der Nachrichtendienste. Außerdem waren Teilnehmer die Staatssekretäre des Auswärtigen Amtes, des Bundesministeriums des Innern und des Bundesministeriums der Verteidigung sowie die Abteilungsleiter 1 und 6 aus dem Bundeskanzleramt.
BMJ, GBA und BKA sind seit den Anschlägen vom 11. September 2001 dabei. Bei der ND-Lage handelt es sich um die wöchentliche, systematische Darstellung außen- und sicherheitsrelevanter Informationen durch die Leiter der Sicherheitsbehörden der Bundesrepublik zur Unterrichtung des Beauftragten für die Nachrichtendienste des Bundes. Die im Anschluss stattfindende Präsidentenrunde ist eine politisch exekutive Beratung im engsten Führungskreis der Sicherheitsbehörden. Sie hat als Zweck den Austausch von Informationen, die Beratung, Willensbildung und Vorbereitung einer Entscheidungsfindung in den zuständigen Ressorts und Geschäftsbereichen in Fragen der äußeren und inneren Sicherheit. Bei den Sachverhalten in der Präsidentenrunde handelt es sich regelmäßig um Inhalte von hoher außen- und/oder sicherheitspolitischer Bedeutung.
Sinn der Pr-Runde ist es, Gelegenheit zu schaffen, Fragen anzusprechen und detailliert zu erörtern, die in der großen Runde möglicherweise gar nicht, jedenfalls nicht in demselben Umfang angesprochen würden. Die Runde trifft sich beim Mittagessen, bei „dem die Ressorts oder insbesondere die Präsidenten der Behörden BND, BfV und BKA die Möglichkeit haben, Dinge vorzutragen, bei denen ihnen eine Abstimmung mit anderen Ressorts und auch dem Bundeskanzleramt und bis 2021 dem Beauftragten für Nachrichtendienste des Bundes am Herzen liegt. Eine feste Tagesordnung gibt es nicht.“

## Kontrolle
Die Kontrolle der drei Nachrichtendienste des Bundes gestaltet sich im Wesentlichen gleich.

### Parlamentarische Kontrolle
Die parlamentarische Kontrolle der Nachrichtendienste des Bundes obliegt dem Deutschen Bundestag. Dazu hat er verschiedene Möglichkeiten.

#### Parlamentarisches Kontrollgremium
Hauptorgan des Deutschen Bundestages zur Kontrolle der Nachrichtendienste des Bundes ist das Parlamentarische Kontrollgremium (PKGr). Das Gremium ist seit 2009 auch verfassungsrechtlich in Art. 45d GG verankert.

#### G 10-Kommission
Die G 10-Kommission kontrolliert die Einschränkungen der Grundrechte des Brief-, Post- und Fernmeldegeheimnisses nach Artikel 10-Gesetz.

#### Vertrauensgremium
Gemäß § 10a Absatz 2 der Bundeshaushaltsordnung kann der Deutsche Bundestag dem Vertrauensgremium die Bewilligung von Ausgaben übertragen, die der Geheimhaltung unterliegen. Von diesem Recht hat der Deutsche Bundestag Gebrauch gemacht. Über die Wirtschaftspläne der Nachrichtendienste des Bundes entscheidet das Vertrauensgremium im Rahmen der Haushaltsberatungen. Im öffentlichen Haushaltsplan des Bundes sind bei den verantwortlichen Ressorts nur die Abschlussbeträge dieser Wirtschaftspläne ohne weitere Aufschlüsselung aufgeführt. Konkret bestehen die Aufgaben des Vertrauensgremiums somit im Wesentlichen darin, im Zuge des jährlichen Haushaltsverfahrens unter Wahrung der Geheimhaltung die Wirtschaftspläne für die drei Nachrichtendienste des Bundes zu beschließen und während des laufenden Jahres zu kontrollieren, wie die Nachrichtendienste mit den ihnen zur Verfügung gestellten Haushaltsmitteln umgehen.

#### Gremium nach Artikel 13 Absatz 6 des Grundgesetzes
Sollten die Nachrichtendienste des Bundes akustische Wohnraumüberwachungen durchführen und damit das Grundrecht auf Unverletzlichkeit der Wohnung nach Artikel 13 GG einschränken, ist für deren Kontrolle das beim Deutschen Bundestag angesiedelte Gremium nach Artikel 13 Absatz 6 GG zuständig. Es übt seine parlamentarische Kontrolle auf Grundlage des von der Bundesregierung jährlich vorzulegenden Berichts über akustische Wohnraumüberwachungen aus. Bislang fanden jedoch ausschließlich repressive Überwachungsmaßnahmen der Strafverfolgungsbehörden auf Grundlage der Strafprozessordnung, also nicht durch die Nachrichtendienste, statt. Das Gremium hat neun Mitglieder.

#### Wehrbeauftragter des Deutschen Bundestages
Der Wehrbeauftragte des Deutschen Bundestages kann den MAD kontrollieren, weil dieser Teil des Geschäftsbereichs des Bundesministeriums der Verteidigung ist. Er kann vom Bundesminister der Verteidigung, vom MAD und von seinen Beschäftigten Auskunft und Akteneinsicht verlangen, einen Vorgang der für die Einleitung des Straf- oder Disziplinarverfahrens zuständigen Stelle zuleiten und den MAD jederzeit auch ohne vorherige Anmeldung besuchen. (§ 3 Wehrbeauftragtengesetz)
Jeder MAD-Soldat hat das Recht, sich einzeln ohne Einhaltung des Dienstwegs unmittelbar an den Wehrbeauftragten zu wenden. Wegen der Tatsache der Anrufung des Wehrbeauftragten darf er nicht dienstlich gemaßregelt oder benachteiligt werden. (§ 7 Wehrbeauftragtengesetz)

#### Allgemeine parlamentarische Kontrolle
Neben den oben genannten speziellen Gremien und Organen, welche der besonderen Kontrollbedürftigkeit der geheimen Arbeit von Nachrichtendiensten im demokratischen Rechtsstaat Rechnung tragen sollen, bestehen die gewohnten Elemente der allgemeinen parlamentarischen Kontrolle der Exekutive wie Debatten, Aktuelle Stunden, Große sowie Kleine Anfragen und Untersuchungsausschüsse. Für den Bereich des MAD gilt die Besonderheit, dass sich der Verteidigungsausschuss zum Untersuchungsausschuss gemäß Art. 45a Absatz 2 GG erklären kann. Zwischen 1956 und 1987 erklärte sich der Verteidigungsausschuss zehn Mal zum Untersuchungsausschuss, wobei es dreimal speziell um den MAD ging. Kontrolle wird auch durch Berichterstattung in den jeweiligen Ressortausschüssen für Inneres und Heimat (BfV) und Verteidigung (MAD) ausgeübt. Für den BND besteht kein Ressortausschuss.

### Exekutive und behördliche Kontrolle
Die Nachrichtendienste des Bundes unterliegen der Rechtsaufsicht, also der Kontrolle des rechtmäßigen Handelns, und der Fachaufsicht, also auch der Kontrolle des zweckmäßigen Handelns, ihrer jeweiligen übergeordneten Dienststellen, welche zugleich oberste Bundesbehörden und Bundesministerien sind. Für den BND ist dies das Bundeskanzleramt (Abteilung 7), für das BfV das BMI (Referat ÖS I 2) sowie für den MAD das BMVg (Referat R II 5).
Innerbehördlich besteht eine Kontrolle durch die Personalvertretungen, welche die Rechte der Beschäftigten gegenüber dem jeweiligen Dienst vertreten. Für den BND gelten Einschränkungen gemäß § 112  Bundespersonalvertretungsgesetz (BPersVG), für das BfV nach § 113  BPersVG. Damit soll die effektive Aufgabenerfüllung und die notwendige Geheimhaltung gewährleistet werden. Für den MAD bestehen keine entsprechenden Einschränkungen.

### Gerichtliche Kontrolle
Das Handeln der Nachrichtendienste des Bundes unterliegt grundsätzlich der gerichtlichen Kontrolle. Nach § 40 Verwaltungsgerichtsordnung (VwGO) ist für Klagen und Anträge gegen die Nachrichtendienste der Verwaltungsrechtsweg eröffnet, weil eine öffentlich-rechtliche Streitigkeit nicht-verfassungsrechtlicher Art anzunehmen ist. Jedermann kann gegen behördliche Entscheidungen (Verwaltungsakte) der Nachrichtendienste Widerspruch (Vorverfahren) einlegen. Ein Widerspruchsbescheid ergeht durch den jeweiligen Nachrichtendienst selbst, weil alle Nachrichtendienste des Bundes Bundesoberbehörden sind (§ 73 Absatz 1 Satz 2 Nr. 2 VwGO). Im Weiteren kann Anfechtungs- oder Verpflichtungsklage (§ 42 VwGO) einlegt werden. Rechtsbehelfsfähig sind beispielsweise die Ablehnung eines Antrags auf Auskunft, weil die Ablehnung ein Verwaltungsakt ist.
Zur Durchsetzung von Presseauskunftsansprüchen bedarf es einer allgemeinen Leistungsklage. Soll die Rechtswidrigkeit einer Maßnahme, zum Beispiel einer G 10-Maßnahme, festgestellt werden, ist die Feststellungsklage (§ 43 VwGO) statthaft. Allerdings besteht hier das praktische Problem, dass die Betroffenen grundsätzlich erst nach Abschluss der Maßnahme und teilweise sogar nie von ihr erfahren (§ 12 G10).
Die Verfahrensbeteiligten haben grundsätzlich Akteneinsichtsrecht (§ 100 VwGO) und die Verhandlungen sind öffentlich (§ 169 VwGO). Verweigert die oberste Aufsichtsbehörde nach pflichtgemäßem Ermessen die Vorlage von Unterlagen aus Geheimschutzgründen, kann – auf Antrag eines Beteiligten und sofern das Gericht der Hauptsache die zurückgehaltenen Unterlagen für entscheidungserheblich erachtet – in einem In-Camera-Verfahren (§ 99 VwGO) die Rechtmäßigkeit der Zurückhaltung durch speziell bei den Oberverwaltungsgerichten und beim Bundesverwaltungsgericht eingerichtete „Fachsenate für In-Camera-Verfahren“ (§ 189 VwGO) überprüft werden. Den Fachsenaten sind die gesperrten Unterlagen vollständig und ungeschwärzt vorzulegen, womit dem Rechtsstaatsprinzip Genüge getan wird.
Für das BfV und den MAD, die beide ihren Sitz in Köln haben, ist erstinstanzlich grundsätzlich das Verwaltungsgericht Köln zuständig. Für den BND besteht die Besonderheit, dass gemäß § 50 Absatz 1 Nr. 4 VwGO erst- und letztinstanzlich das Bundesverwaltungsgericht zuständig ist. Für Streitigkeiten gegen Maßnahmen nach Artikel 10-Gesetz ist das Verwaltungsgericht Berlin zuständig, weil die G 10-Maßnahmen für die Nachrichtendienste des Bundes vom BMI angeordnet werden, welches seinen ersten Dienstsitz in Berlin hat. Für Schadensersatzansprüche aus der Verletzung öffentlich-rechtlicher Pflichten ist der ordentliche Rechtsweg gemäß § 40 Abs. 2 Alt. 2 VwGO eröffnet.
Auch eine Verfassungsbeschwerde vor dem Bundesverfassungsgericht ist grundsätzlich möglich, unter anderem bei Verletzung von Grundrechten und Rechtswegerschöpfung.

### Sonstige staatliche Kontrolle

#### Bundesrechnungshof
Der Bundesrechnungshof übt die Finanzkontrolle über die Nachrichtendienste des Bundes aus. Die Jahresrechnung sowie die Haushalts- und Wirtschaftsführung werden geprüft. Die Prüfung nimmt das sogenannte Dreierkollegium vor. Es unterrichtet über die Prüfungsergebnisse dem Vertrauensgremium, dem PKGr, dem Bundesministerium der Finanzen sowie den jeweiligen obersten Bundesbehörden. Im Bundesrechnungshof ist das Prüfgebiet VII 1 für die Nachrichtendienste zuständig.

#### Bundesbeauftragter für den Datenschutz und die Informationsfreiheit
Der Bundesbeauftragte für den Datenschutz und die Informationsfreiheit (BfDI) hat weitreichende Auskunfts- und Zugangsrechte bei den Nachrichtendiensten des Bundes zur Überprüfung der datenschutzrechtlichen Vorschriften. Verstöße kann er förmlich beanstanden und die Beanstandungen in einem alle zwei Jahre erscheinenden Bericht dem Deutschen Bundestag übermitteln. Beim BfDI ist innerhalb der von Ministerialdirigentin Christa Polfers geleiteten Abteilung 3 (Polizei und Nachrichtendienste) das Referat 33 für das BfV, den MAD sowie die ZITiS zuständig (Referatsleitung: Ministerialrätin Sabine Sosna), das Referat 34 für den BND, das Militärische Nachrichtenwesen und nachrichtendienstliche Kooperationen (Referatsleitung: Ministerialrätin Anya Mittnach).

#### Unabhängiger Kontrollrat
Der Unabhängige Kontrollrat prüft seit dem 1. Januar 2022 die Rechtmäßigkeit der Anordnungen von strategischen Aufklärungsmaßnahmen und der gezielten Datenerhebung des Bundesnachrichtendienstes. Zuvor war das damalige Unabhängige Gremium für die Prüfung der Rechtmäßigkeit und Notwendigkeit der Ausland-Ausland-Fernmeldeaufklärung des BND zuständig.

### Kontrolle durch die Öffentlichkeit

#### Medien
Durch die kritische Öffentlichkeit und die Medien (Vierte Gewalt) findet ebenfalls eine Kontrolle der Nachrichtendienste statt, auch wenn diese durch die geheime Arbeitsweise der Nachrichtendienste des Bundes weniger effektiv ist als bei anderen staatlichen Stellen. Investigative Recherchen und Anfragen der Medien sowie die daraus resultierende Berichterstattung entfalten eine große Kontrollwirkung. Jedoch werden diese teilweise erheblich eingeschränkt durch strafrechtliche Vorschriften (wie etwa zu Geheimnis- und Landesverrat), da es in Deutschland keinen gesetzlich geregelten Whistleblowerschutz gibt.

#### Auskunftsrechte der Bürger
Ein Auskunftsanspruch nach dem Informationsfreiheitsgesetz besteht nicht (§ 3 Nr. 8). Die Nachrichtendienste des Bundes erteilen dem Betroffenen jedoch nach § 15 Abs. 1 BVerfSchG (für den BND i. V. m. § 22 BNDG bzw. für den MAD i. V. m. § 9 MADG) über zu seiner Person gespeicherte Daten auf Antrag unentgeltlich Auskunft, soweit er hierzu auf einen konkreten Sachverhalt hinweist und ein besonderes Interesse an einer Auskunft darlegt. Die Auskunftsverpflichtung erstreckt sich nicht auf die Herkunft der Daten und die Empfänger von Übermittlungen. (§ 15 Abs. 3 BVerfSchG) Des Weiteren kann die Auskunft auch generell verweigert werden, wenn die G10-Kommission nach § 12 G10 feststellt, dass eine Mitteilung dauerhaft zurückgestellt werden darf.

#### Petitionsrecht
Auch besteht das Recht, sich gemäß Art. 17 GG mit Petitionen an den Petitionsausschuss des Deutschen Bundestages zu wenden, für den Bereich der Nachrichtendienste uneingeschränkt. Auf Grundlage von Bürgeranfragen, aber auch von sich aus, kann der Petitionsausschuss Auskünfte über die Nachrichtendienste des Bundes bei den jeweils zuständigen Ressorts verlangen.

### Kritik
Die umfangreichen Kontrollmechanismen stellen sicher, dass die Nachrichtendienste des Bundes nach Recht und Gesetz handeln. Das komplexe Kontrollsystem führt aber auch zu einem erheblichen bürokratischen Aufwand für die Dienste und bindet Personal, welches für den nachrichtendienstlichen Kernauftrag fehlt. Andererseits wird kritisiert, dass selbst die bestehenden Kontrollmechanismen nicht ausreichen, um einen wirksamen Grundrechtsschutz sicherzustellen (siehe etwa unter Kritik am PKGr).